# Bordes-de-Rivière
Bordes-de-Rivière (em occitano:  Eras Bòrdas d'Arribèra) é uma comuna francesa na região administrativa da Occitânia, no departamento do Alto Garona. Estende-se por uma área de 8.52 km², com 477 habitantes, segundo o censo de 2018, com uma densidade de 56 hab/km².